# Ulf Karkoschka
Ulf Karkoschka (* 20. Juni 1973) ist ein früherer deutscher Biathlet.
Ulf Karkoschka debütierte 1996 in Pokljuka im Biathlon-Weltcup. Seine beste Platzierung war ein 21. Rang in Hochfilzen im selben Jahr. Seine größeren Erfolge konnte er auf europäischer Ebene feiern. Er gewann mehrere Europacuprennen, allein in Ridnaun war er viermal erfolgreich. Die Gesamtwertung des Europacups gewann er 1995 und von 1997 bis 1999 dreimal in Folge, 1996 und 2000 war jeweils Zweiter. Bei den Europameisterschaften von 2000 in Zakopane gewann Karkoschka hinter Zdeněk Vítek Silber im Einzel und zusammen mit Jan Wüstenfeld, Gunar Bretschneider und Andreas Stitzl Gold mit der deutschen Staffel.
Bilanz im Weltcup
| Platzierung | Einzel | Sprint | Verfolgung | Massenstart | Staffel | Gesamt |
| ----------- | ------ | ------ | ---------- | ----------- | ------- | ------ |
| 1. Platz    |        |        |            |             |         |        |
| 2. Platz    |        |        |            |             |         |        |
| 3. Platz    |        |        |            |             |         |        |
| Top 10      |        |        |            |             |         |        |
| Punkte      | 1      |        |            |             |         | 1      |
| Starts      | 2      | 2      |            |             |         | 4      |